# Anastrepha tumida
Anastrepha tumida är en tvåvingeart som beskrevs av Stone 1942. Anastrepha tumida ingår i släktet Anastrepha och familjen borrflugor. Inga underarter finns listade i Catalogue of Life.